# Gaofeng Linchang (bondby i Kina, Heilongjiang Sheng, lat 47,88, long 129,83)
Gaofeng Linchang (kinesiska: 高峰林场) är en bondby i Kina. Den ligger i provinsen Heilongjiang, i den nordöstra delen av landet, omkring 340 kilometer nordost om provinshuvudstaden Harbin. Antalet invånare är 314. Befolkningen består av 152 kvinnor och 162 män. Barn under 15 år utgör 6,0 %, vuxna 15-64 år 77 %, och äldre över 65 år 15,0 %.
Runt Gaofeng Linchang är det ganska tätbefolkat, med 139 invånare per kvadratkilometer. Det finns inga andra samhällen i närheten. I omgivningarna runt Gaofeng Linchang växer i huvudsak blandskog.
Genomsnittlig årsnederbörd är 999 millimeter. Den regnigaste månaden är juli, med i genomsnitt 248 mm nederbörd, och den torraste är januari, med 11 mm nederbörd.